# Ancilita-(Ce)
L'ancilita-(Ce) és un mineral de la classe dels carbonats, que pertany al grup de l'ancilita. Rep el seu nom del grec αγκυλός ("ankylos") corb, en al·lusió a la forma dels seus cristalls, generalment arrodonits i distorsionats a la localitat tipus, més el sufix "-(Ce)" degut a què el ceri és la terra rara dominant en la seva composició.

## Característiques
L'ancilita-(Ce) és un carbonat de fórmula química CeSr(CO₃)₂(OH)(H₂O). És l'anàleg amb estronci de la calcioancilita-(Ce) i amb ceri de l'ancilita-(La). Cristal·litza en el sistema ortoròmbic. La seva duresa a l'escala de Mohs es troba entre 4 i 4,5.
Segons la classificació de Nickel-Strunz, l'ancilita-(Ce) pertany a «05.DC - Carbonats amb anions addicionals, amb H₂O, amb cations grans» juntament amb els següents minerals: calcioancilita-(Ce), calcioancilita-(Nd), gysinita-(Nd), ancilita-(La), kozoïta-(Nd), kozoïta-(La), kamphaugita-(Y), sheldrickita, thomasclarkita-(Y), peterbaylissita, clearcreekita i niveolanita.

## Formació i jaciments
Es troba en filons pegmatítics en nefelina-sienita. Sol trobar-se associada a altres minerals com: zircó, sinquisita-(Y), microclina, eudidimita, cordilita-(Ce), albita i aegirina. Va ser descoberta a la pegmatita de Narsaarsuk, a l'altiplà de Narsaarsuk, a Igaliku (Narsaq, Kujalleq, Groenlàndia).